# 棘刺長小蠹
棘刺長小蠹（学名：Diapus aculeatus）为長小蠹蟲科刺長小蠹屬下的一个种。